# Snel Interventie Voertuig

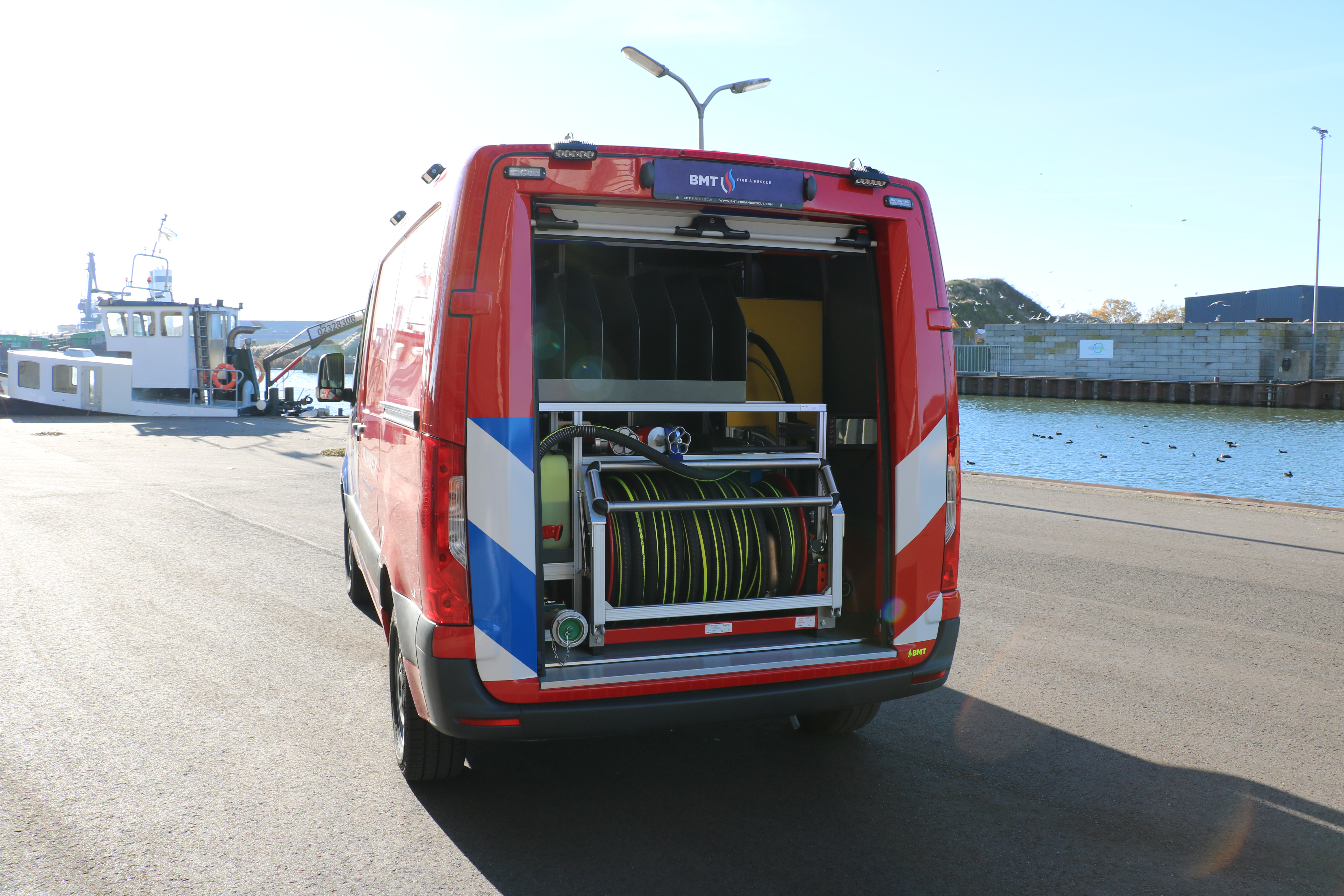
SIV Snel interventievoertuig voorzien van One Seven Drukluchtschuimsysteem

Een Snel Interventie Voertuig, ook wel SIV of FSU genoemd.

## Brandweer
Bij de brandweer is dit een klein voertuig met een beperkte bezetting. Het wordt veelal ingezet om tijdwinst te bereiken in geval van een alarmering.
De voertuigen kunnen speciaal ingerichte bestelwagens zijn, maar ook chassis-cabine uitvoeringen met een kunststof of aluminium brandweeropbouw en een maximum bruto voertuiggewicht variërend tussen 3 en 7 ton komen voor.
De compacte en wendbare wagens hebben een beperkte uitrusting en een watertank met een capaciteit van tussen de 250-800 liter. Ze kunnen voorzien zijn van een autonoom of voertuig-aangedreven blussysteem, zoals een drukluchtschuimsysteem of een ander hoge druk blussysteem.

## Politie
Bij de politie is dit sinds 2018 een Audi A6 Avant die ingezet wordt op snelwegen en buiten de bebouwde kom. Ze voeren hiermee surveillance, achtervolgingen en spoedtransporten uit.  Ook het inboxen van voertuigen tijdens gevaarlijke achtervolgingen valt onder het takenpakket.